# 高鰭洞鯛
高鰭洞鯛為輻鰭魚綱刺尾鯛目洞鱸科的其中一種。

## 分布
本魚分布於西印度洋區，從巴基斯坦至東非、南非海域。

## 特徵
本魚體長卵圓形，相當側扁，背鰭連續，硬棘與軟條交接處凹陷，硬棘部較軟條部鰭條低；臀鰭和背鰭軟條部相對，第三硬棘高於第二硬棘。側線一直延伸至尾鰭末端，下頷無感覺孔，體呈黑褐色，體散布小白點，隨著成長而漸褪去；頰部褐色，吻前緣至前鰓蓋另具一黑帶，體長可達75公分。

## 生態
本魚主要棲息礁石區的洞穴，棲息深度可達50公尺。

## 經濟利用
可作為食用魚及遊釣魚類。